# Alexander I. (Makedonien)
Alexander I. (altgriechisch Ἀλέξανδρος Aléxandros) war König von Makedonien von etwa 498/497 bis etwa 454 v. Chr. Er war der Sohn von Amyntas I. und Vater von Alketas II., Perdikkas II., Philippos und der Stratonike.

## Leben
Aus Alexanders Zeit als Kronprinz berichtet Herodot in seinen Historien, dass während der Regierung des achämenidischen Großkönigs Dareios I. eine von Megabazos geschickte, aus sieben angesehenen Adligen bestehende persische Gesandtschaft um 513 v. Chr. nach Makedonien kam, um von König Amyntas I. die Unterwerfung zu fordern. Als Symbol für seine Anerkennung der persischen Oberhoheit sollte er „Erde und Wasser“ geben. Amyntas. erfüllte dieses Verlangen und lud die Gesandten zu einem Bankett, bei dem diese reichlich Alkohol konsumierten. Schon berauscht wünschten die Boten, dass auch die makedonischen Frauen gebracht würden und sich zu ihnen setzten. Amyntas wies sie zwar darauf hin, dass dies makedonischer Sitte widerspräche, ließ aber dennoch seine weiblichen Angehörigen holen. Bald belästigten die Gesandten die Frauen, so dass der beim Gastmahl anwesende Thronfolger Alexander ergrimmte. Auf sein Begehren verließ der alte König, sein Vater, den Raum und zog sich zurück. Alexander schickte nun die Makedoninnen unter dem Vorwand, dass sie sich erst verführerischer anziehen sollten, fort und ließ an ihrer Stelle als Frauen verkleidete Männer eintreten, die sich zu den Persern setzten und diese, als sie von ihnen berührt wurden, erstachen. Nach vergeblichem Warten auf seine Boten entsandte Megabazos den Bubares mit einer Streitmacht, um nach ihrem Verbleib zu forschen. Alexander aber bestach Bubares, indem er ihm neben einer großen Geldsumme seine Schwester Gygaia zur Gemahlin gab. So blieb der Mord an den Persern geheim.
Viele Altertumsforscher wie Karl Julius Beloch stufen diese Erzählung Herodots als unhistorisch ein; dagegen hält der Althistoriker Hermann Bengtson an ihrer Historizität fest, weil Gesandtenmorde in der griechischen Geschichte nicht selten gewesen seien. Jedenfalls ist zumindest die Einheirat von Bubares in das makedonische Königshaus historisch; so gibt Herodot diese Eheverbindung als einen der Gründe an, dass  Mardonius 480/479 v. Chr. Alexander als persischen Gesandten nach Athen schickte.
Nach dem Tod seines Vaters Amyntas trat Alexander um 498 v. Chr. die Regierung an. Aufgrund von Bubares’ Ehe mit Gygaia scheint Makedonien in dieser Zeit in freundlichen Beziehungen zu Persien gestanden zu haben und noch relativ unabhängig geblieben zu sein. Erst 492 v. Chr. dürfte Mardonius, als er mit einer persischen Streitmacht auf die Balkanhalbinsel kam, Alexander zur Unterwerfung genötigt haben. Hermann Bengtson glaubt, dass Alexander bei Xerxes’ Feldzug gegen Griechenland (480 v. Chr.) sich nur gezwungenermaßen den Persern anschloss. Dagegen ist Ernst Badian der Ansicht, dass Alexander bei seiner Unterstützung der Perser zweideutig gehandelt und seinen im Verlauf dieses Feldzugs ebenfalls gezeigten Philhellenismus nur vorgetäuscht habe.
Vor der Schlacht bei den Thermopylen im Spätsommer 480 v. Chr. ließ Alexander den im Tempe-Tal aufgestellten Griechen heimlich durch Boten mitteilen, dass sie diesen von Makedonien nach Thessalien führenden Pass räumen sollten, da sie ansonsten von der persischen Übermacht erdrückt würden. Die Griechen folgten diesem Rat, zumal sie erfuhren, dass es auch einen anderen Makedonien mit Thessalien verbindenden Pass gab. Nach der Schlacht von Salamis begab sich Alexander im Winter 480/479 v. Chr. im Auftrag von Mardonios nach Athen, um dieser bedeutenden griechischen Macht eine Allianz mit Persien vorzuschlagen. Damals war der Makedonenkönig bereits Proxenos und Euergetes der Athener. In seiner Ansprache betonte er, dass er den Athenern sehr wohlwollend gegenüberstehe und ihnen rate, Mardonios’ Bündnisangebot anzunehmen, da sie Xerxes’ Übermacht nicht auf Dauer widerstehen könnten. Die Athener waren aber entschlossen, ihre Freiheit unter allen Umständen zu verteidigen. Dementsprechend wandte sich Mardonios, als er von Alexander den Ausgang von dessen Mission erfuhr, sofort gegen Athen. In der Nacht vor der Schlacht von Plataiai (Sommer 479 v. Chr.) erschien der Makedonenkönig persönlich im Lager der Griechen. Er informierte sie, dass Mardonios am nächsten Tag die Schlacht beginnen wolle und riet ihnen, auch dann an ihrer derzeitigen Position zu verharren, wenn der Kampf doch nicht so bald standfände, weil den Persern der Proviant in wenigen Tagen ausginge.
Laut dem antiken Historiker Iustinus hatte Xerxes zur Zeit seiner Invasion Griechenlands Alexander das Gebiet zwischen dem Olymp und dem Haimos-Gebirge übertragen. Nach dem Abzug der Perser nach ihrer Niederlage in der Schlacht von Plataiai erwarb Alexander auch die Landschaft Bisaltia, und der Besitz der Bergwerksgebiete am Strymon ermöglichten ihm, als erster Makedonenkönig Silbermünzen zu prägen. Die genauen Grenzen seines Reichs sind allerdings nicht bekannt. Obwohl Makedonien von den Griechen als halbbarbarischer Staat angesehen wurde, beanspruchte Alexander für sich und sein Königsgeschlecht der Argeaden eine griechische Abstammung aus Argos, um an den Olympischen Spielen teilnehmen zu dürfen. Die von ihm behauptete hellenische Abstammung der Makedonenkönige wurde auch anerkannt und ihm daher die Teilnahme an den Spielen gestattet. Er gestaltete seinen Hof nach athenischem Vorbild und nahm griechische Dichter wie Pindar, Bakchylides und Simonides an seinem Hof auf. 463 v. Chr. sollte sich der athenische Feldherr Kimon gegen Alexander wenden, um dessen Expansionsbestrebungen entgegenzutreten. Da Kimon dies verabsäumte, wurde er nach seiner Rückkehr nach Athen angeklagt. Fragwürdig erscheint die Nachricht von Quintus Curtius Rufus über Alexanders Tod. Jedenfalls starb dieser um 454 v. Chr.; Nachfolger wurde sein Sohn Alketas. 